# Welket Bungué

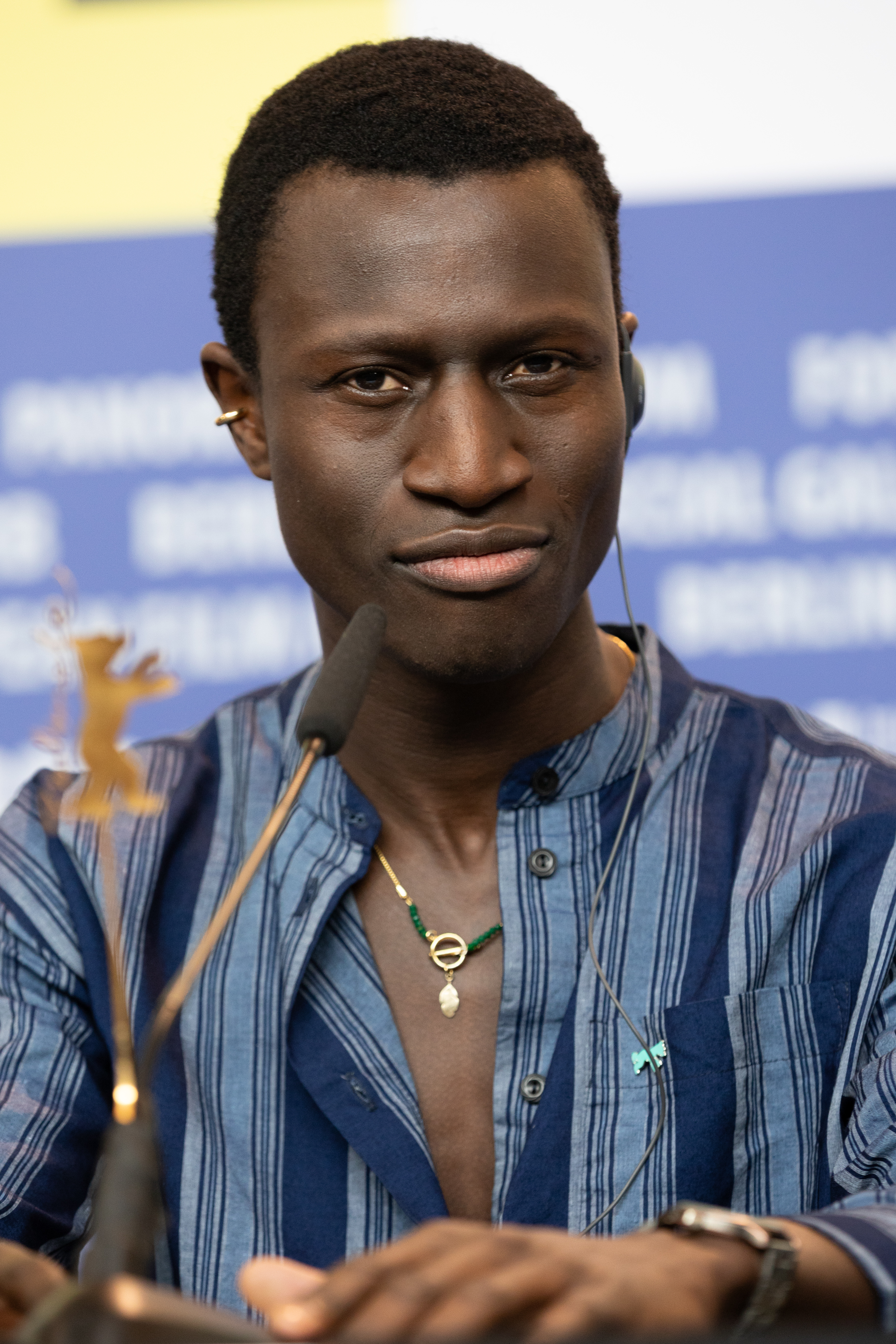
Welket Bungué (2020)

Welket Bungué (* 7. Februar 1988 in Xitole, Guinea-Bissau) ist ein in Deutschland lebender guinea-bissauisch-portugiesischer Schauspieler und Filmemacher.

## Leben
Welket Bungué wurde in einem kleinen Dorf im Süden Guinea-Bissaus geboren. Sein Vater Paulo Tambá Bungué († 2002) war Forstingenieur und Dichter, seine Mutter Segunda N’cabna war Nationalgardistin. Er gehört der Ethnie der Balanta an. Bungués Vater schloss sich während des Unabhängigkeitskriegs der Seite der Portugiesischen Kolonialherren an, um die portugiesische Staatsangehörigkeit zu erhalten und war für sie als Fahrer tätig. Im Alter von drei Jahren zog Welket Bungué mit seinem Bruder, Vater und dessen neuer Ehefrau nach Portugal. Sein Vater starb, als er 14 Jahre alt war und hinterließ den autobiografisch geprägten Gedichtband Cabaró Djitu tem!, dessen Lektüre großen Einfluss auf den Sohn ausübte.
Bungué besuchte im südportugiesischen Beja ein Internat und nahm im Alter von 15 Jahren an einer Inszenierung von William Shakespeares Hamlet teil, in dem er den Part der Königin Gertrude spielte. Ab 2005 absolvierte er eine professionelle Schauspielausbildung an der Escola Superior de Teatro e Cinema in Lissabon sowie an der Staatlichen Universität von Rio de Janeiro. Eigenen Angaben zufolge habe Bungué erst in Brasilien sein „Erbe“ als „Schwarzer“ begriffen, nachdem sein Vater zu früh gestorben war, um ihn zu lehren, „ein schwarzer Mann in Europa zu sein“.
Seit 2007 trat Bungué in mehr als 40 Film- und Fernsehproduktionen in Erscheinung, darunter zahlreiche Serien und Kurzfilme vor allem des Portugiesischen Films. Ab 2016 wirkte er auch selbst als Regisseur, Drehbuchautor, Filmproduzent und Schauspieler in selbst inszenierten Kurzfilmen mit. Seine Regiearbeiten Bastien und Arriaga wurden jeweils 2017 und 2020 für den portugiesischen Filmpreis Prémios Sophia nominiert. Als Schauspieler im Kino war Bungué u. a. in Ivo Ferreiras Historiendrama Briefe aus dem Krieg (2016), Marcelo Caetanos preisgekröntem Coming-Out-Drama Corpo Elétrico (2017) sowie Dinis M. Costas Drama Yellow Country (2018) zu sehen, aber auch in der erfolgreichen portugiesischen Komödie O Leão da Estrela (2015), einem Remake eines Klassikers der Comédia portuguesa. Einem internationalen Publikum wurde er 2020 durch die Hauptrolle in Burhan Qurbanis Berlin Alexanderplatz bekannt, eine freie Verfilmung des gleichnamigen Romans von Alfred Döblin. Bungué übernahm den Part eines illegalen afrikanischen Immigranten, der sich nach der gefährlichen Überfahrt über das Mittelmeer bemüht, trotz aller Umstände ein gutes und anständiges Leben zu führen. Es war für ihn der erste Auftritt in einer deutschsprachigen Filmproduktion, die ihm sogleich eine Nominierung für den Deutschen Filmpreis 2020 in der Kategorie Beste männliche Hauptrolle einbrachte.
Welket Bungué ist mit der Fotografin Kristin Bethge liiert und lebt in Berlin. Er ist seit 2015 Mitglied der Portugiesischen Filmakademie sowie Mitglied und Mitbegründer der Theatergruppen Rasthilho in Lissabon und Homlet in Beja. Gemeinsam mit seinem Bruder Welsau Bungué (* 1988) betreibt er die Filmproduktionsfirma Kussa mit Sitz in Paris.

## Filmografie (Auswahl)

### Schauspieler
- 2007: Caravelas e Naus (TV)
- 2009: Equador (Fernsehmehrteiler)
- 2009: Sobre Vivência (Kurzfilm)
- 2009: Morangos com Açúcar (Fernsehserie)
- 2009: Makamba Hotel (Fernsehserie)
- 2010: Meu Amor (Fernsehserie)
- 2010: Sangue de Família (Kurzfilm)
- 2010: Eterno Erro (Kurzfilm)
- 2011: A Chamada (Kurzfilm)
- 2011: O Céu (Kurzfilm)
- 2011: Sisyfos’ Dance (Kurzfilm)
- 2011: Mutter (Kurzfilm)
- 2011: 360 º (Kurzfilm)
- 2012: Louco Amor (Fernsehserie)
- 2012: Doida por Ti (Fernsehserie)
- 2012: Soulleimane (Kurzfilm)
- 2013: Quarta Divisão
- 2013: O Sol Nasce Sempre do Mesmo Lado
- 2013: Alma (Kurzfilm)
- 2013: Tejo Mar (Kurzfilm)
- 2014: Os Filhos do Rock (Fernsehserie)
- 2014: Bicho (Kurzfilm)
- 2014: Isa (Kurzfilm)
- 2015: O Leão da Estrela (2016 auch Fernsehmehrteiler)
- 2015: Sopro, Uivo e Assobio (Kurzfilm)
- 2015: Buôn (Kurzfilm)
- 2016: Briefe aus dem Krieg (Cartas da Guerra)
- 2016: Bastien (Kurzfilm)
- 2017: Corpo Elétrico
- 2017: Joaquim
- 2017: A Ilha dos Cães
- 2017: Woodgreen (Kurzfilm)
- 2017: Novo Mundo (Fernsehserie)
- 2017: Mensagem (Kurzfilm)
- 2017–2018: País Irmão (Fernsehserie)
- 2018: Aginal (Kurzfilm)
- 2018: Vã Alma (Fernsehmehrteiler)
- 2018: Yellow Country (Kurzfilm)
- 2019: E Nada Fizemos (Kurzfilm)
- 2019: Arriaga (Kurzfilm)
- 2020: Past. Present. Future. (Kurzfilm)
- 2020: Berlin Alexanderplatz
- 2021: The Night's Substance
- 2021: Pedro (A Viagem de Pedro)
- 2022: Crimes of the Future
- 2023: Aller/Retour
- 2023: Davos 1917 (Fernsehserie)

### Filmemacher
- 2016: Bastien (Kurzfilm)
- 2017: Woodgreen (Kurzfilm)
- 2017: Mensagem (Kurzfilm)
- 2018: Aginal (Kurzfilm)
- 2018: Vã Alma (Fernsehmehrteiler)
- 2019: E Nada Fizemos (Kurzfilm)
- 2019: Arriaga (Kurzfilm)
- 2020: Metalheart (Kurzfilm)
- 2020: Run if You Can, Dance if You Dare (Kurzfilm)
- 2021: Cacheu Cuntum (Kurzfilm)
- 2021: Mudança (Kurzfilm)
- 2021: Ex Exploiter Expropriator (Kurzfilm)
- 2021: Sila Donque, a Invenção de Um País (Kurzfilm)
- 2021: Urubu é o amigo desconhecido (Kurzfilm)
- 2022: Indiginatu (Kurzfilm)
- 2022: Calling Cabral (Kurzfilm)

## Auszeichnungen
- 2017: Shortcutz Xpress Viseu – Jurypreis für Bastien (Bester Darsteller)
- 2019: CinEuphoria Award für Yellow Country (Bestes Schauspielensemble – gemeinsam mit Marina Leonardo, Tomé Quirino, Cleo Tavares und Inês Vaz)
- 2019: SUBTITLE European Film Festival – Angela Award („On The Move“)